# تلمبه تاج‌علی‌خان
تلمبه تاجعلیخان روستایی در دهستان گلستان بخش گلستان شهرستان سیرجان استان کرمان ایران است.

## جمعیت
بر پایه سرشماری عمومی نفوس و مسکن در سال ۱۳۹۵ جمعیت این مکان ۲۳ نفر (۹خانوار) بوده‌است.